# منظمة خرداد 15
منظمة خرداد 15 بالفارسية: بنیاد پانزده خرداد) وهي إحدى المنظمات التي تأسست عام 1982 بناء على أوامر روح الله الخميني التي تهدف إلى إصلاح القضايا الاقتصادية لعائلات الشهداء والمحاربين ومؤسسي الثورة .  هذه المؤسسة هي واحدة من المؤسسات الثورية في جمهورية إيران الإسلامية وتحت إشراف مكتب المرشد الأعلى.
كانت مؤسسة خوراد 15 في الواقع مكتبًا تكميليًا لمؤسسة الشهداء وشؤون المحاربين القدامى . شمل نطاق أنشطتها: إنشاء 15 جمعية خرداد الثقافية والأدبية ، وجمع الوثائق المتعلقة بمظاهرات عام 1963 في إيران ، وتنظيم مراسم إحياء ذكرى 15 خرداد ، وبناء 15 سد خرداد بالقرب من مدينة قم ، وتنظيم إمدادات مياه الشرب في قم ، و أكثر من ذلك بكثير.
المؤسسة هي إحدى المنظمات تحت إشراف المرشد الأعلى . بعد تأسيسها ، كانت المؤسسة تحت إشراف مجلس عينه روح الله الخميني ، كان أحد أعضاءه حبيب الله أصغرولادي . 
وقد عرضت هذه المؤسسة مكافأة عدة ملايين من الدولارات عن مقتل سلمان رشدي .  هذه المؤسسة ليس لديها ميزانية حكومية ، وقد تم توفير رأس مالها الأولي من الأموال الدينية التي خصصها السيد روح الله الخميني لهذا الغرض.

## الإجراءات
من بين أنشطة مؤسسة 15 خرداد أنشطة مثل:
- دعم مرضى السرطان والمرضى الميؤوس من شفائهم
- النشاط في مجال الإنجاب وزيادة السكان
- تجميع الكتب كإصدار كتاب "خمسة عشر خرداد بعد ستين سنة" (بمشاركة هيئة الوثائق والمكتبة الوطنية).[5]
- تنفيذ سياسات الحوافز لإنجاب الأطفال[6]

وهكذا.